# Grote of Sint-Jacobskerk (Vlissingen)

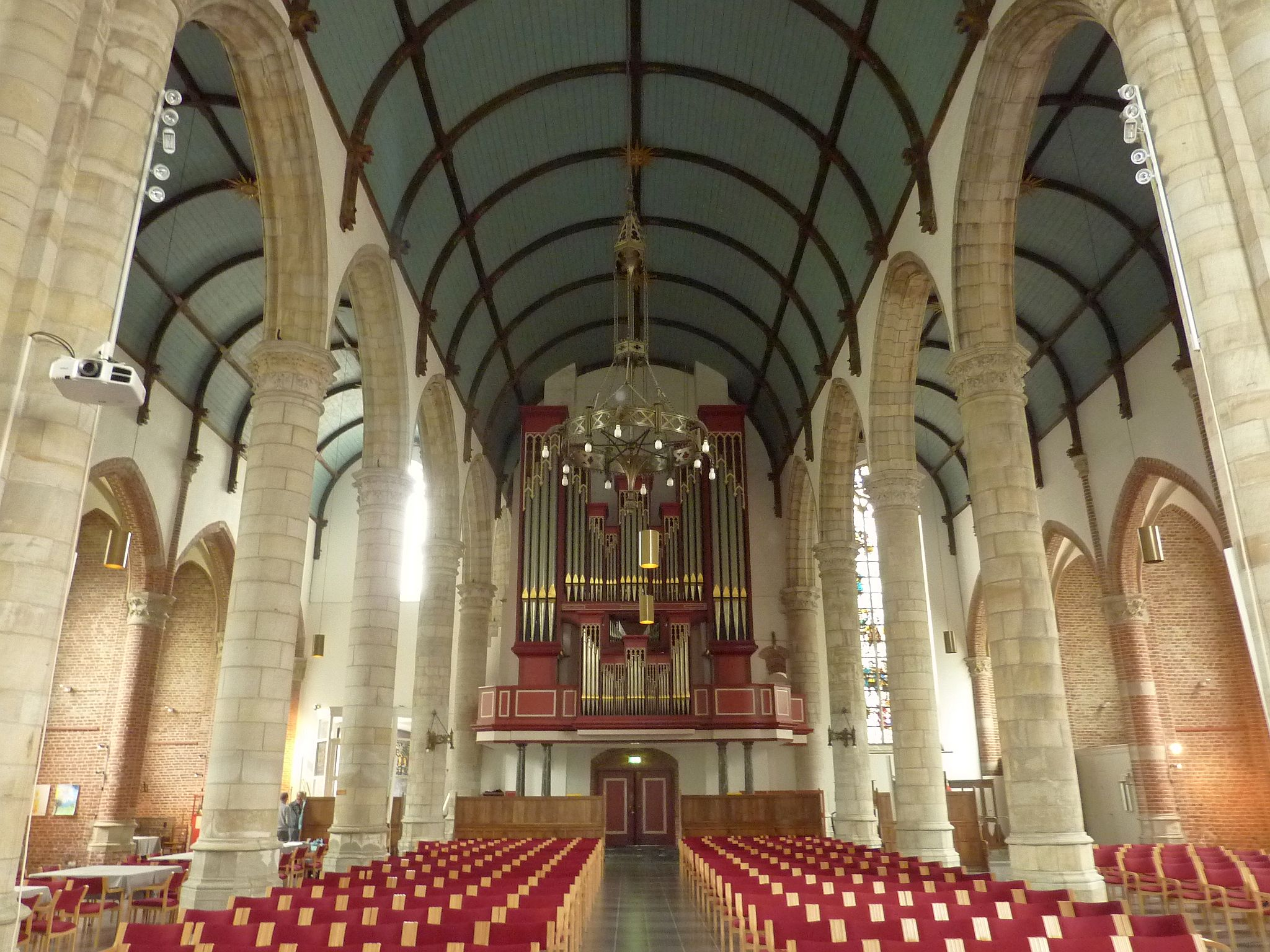
Interieur met het Flentroporgel

De Grote of Sint-Jacobskerk is de hoofdkerk van de stad Vlissingen, in de Nederlandse provincie Zeeland. Het gebouw staat op de Oude Markt; rondom lopen de straten Achter de Kerk, Branderijstraat en Lepelstraat. De oorspronkelijk rooms-katholieke kerk behoort sinds 1572 tot de Nederlands Hervormde Gemeente (sinds 2004 de Protestante Kerk in Nederland).
De kerk is een combinatie van een pseudobasiliek en een hallenkerk: de zijbeuken zijn bijna even breed als het middenschip, de drie beuken hebben elk een eigen gewelf en het middenschip steekt boven de zijbeuken uit hoewel een lichtbeuk ontbreekt.

## Geschiedenis
De kerk werd tussen 1308 en 1328 gesticht. Uit deze tijd stamt het onderste (stenen) gedeelte van de Sint-Jacobstoren. De gotische spits werd in 1501 vervangen door een houten bekroning die op de huidige lijkt. Het carillon in de toren bevindt is al het vierde carillon van de kerk en dateert uit 1951.
In 1911 brak er in de kerk een grote brand uit, waardoor de kerk zwaar beschadigd werd. Door de brand stortte de torenspits naar beneden en kwam terecht op de rest van het kerkgebouw. Een groot deel van de inrichting ging verloren, alsmede de kerkorgels.
De noordelijke dwarsarm was vroeger bestemd als Engelse kerk; dit gedeelte was afgeschermd door middel van een muur. Na de grote brand is een groot gedeelte ervan verwoest, de oude poort is nog te zien aan de Branderijstraat naast de pastorie. De Engelsen verhuisden in 1914 naar de nieuwe Engelse Kerk op de plek van het huidige stadhuis aan de Paul Krugerstraat.

## Inventaris
In de kerk is een aantal grafstenen te zien, deze liggen in de zijportalen. Ooit lagen er 466 graven in de kerk, maar na de brand van 1911 is er maar een klein aantal teruggelegd ter versiering. Nu zijn er in de kerk nog maar één epitaaf, acht rouwborden, waaronder die van Cornelis Lampsins en één grafmonument te zien. Het grafmonument - in de vorm van een naald - is van Daniël Octavus Barwell, een passagier van de Woestduin die schipbreuk leed. Het werd gemaakt door Johannes Camhout.
In deze kerk is Michiel de Ruyter gedoopt en getrouwd. In 1966 werd in de kerk het De Ruyterraam onthuld.

## Orgels
In de kerk zijn drie orgels: het grote Flentroporgel (1968), het Slooff-koororgel (1971) en het verplaatsbare Klop-kistorgel (2004). Het Flentroporgel is de opvolger van het Van Dam-orgel dat in 1916, na de brand van 1911, is aangeschaft, maar zwaar beschadigd was in de Tweede Wereldoorlog en ook te lijden had gehad van de Watersnood van 1953. Voor de brand in 1911 bezat de kerk een orgel van de Vlissingse orgelbouwer Albertus van Os (bouwjaar 1769). In 1690 is het eerste orgel aangeschaft, een klein instrument van de Vlaamse orgelmaker Cornelis Ramault. Het noordelijke deel van het transept waar de Engelse kerk huisde, had van 1792 tot 1911 een eigen orgel van de Middelburger Frederik van der Weele.

## Referentie
- Sint-Jacobskerk
- Vlissingen